# Eurovision Song Contest 1967
Eurovision Song Contest 1967 là cuộc thi Ca khúc truyền hình châu Âu thứ 12. Cuộc thi diễn ra ở thành phố Viên - thủ đô của Áo.

### Chung kết
| STT | Quốc gia    | Ngôn ngữ          | Nghệ sĩ            | Bài hát                               | Vị trí | Điểm số |
| --- | ----------- | ----------------- | ------------------ | ------------------------------------- | ------ | ------- |
| 01  | Hà Lan      | Tiếng Hà Lan      | Thérèse Steinmetz  | "Ring-dinge-ding"                     | 14     | 2       |
| 02  | Luxembourg  | Tiếng Pháp        | Vicky Leandros     | "L'amour est bleu"                    | 3      | 20      |
| 03  | Áo          | Tiếng Đức         | Peter Horton       | "Warum es hunderttausend Sterne gibt" | 14     | 2       |
| 04  | Pháp        | Tiếng Pháp        | Noëlle Cordier     | "Il doit faire beau là-bas"           | 3      | 20      |
| 05  | Bồ Đào Nha  | Tiếng Bồ Đào Nha  | Eduardo Nascimento | "O vento mudou"                       | 12     | 3       |
| 06  | Thụy Sĩ     | Tiếng Pháp        | Géraldine          | "Quel cœur vas-tu briser?"            | 17     | 0       |
| 07  | Thụy Điển   | Tiếng Thụy Điển   | Östen Warnerbring  | "Som en dröm"                         | 8      | 7       |
| 08  | Phần Lan    | Tiếng Phần Lan    | Fredi              | "Varjoon – suojaan"                   | 12     | 3       |
| 09  | Đức         | Tiếng Đức         | Inge Brück         | "Anouschka"                           | 8      | 7       |
| 10  | Bỉ          | Tiếng Hà Lan      | Louis Neefs        | "Ik heb zorgen"                       | 7      | 8       |
| 11  | Anh         | Tiếng Anh         | Sandie Shaw        | "Puppet on a String"                  | 1      | 47      |
| 12  | Tây Ban Nha | Tiếng Tây Ban Nha | Raphael            | "Hablemos del amor"                   | 6      | 9       |
| 13  | Na Uy       | Tiếng Na Uy       | Kirsti Sparboe     | "Dukkemann"                           | 9      | 8       |
| 14  | Monaco      | Tiếng Pháp        | Minouche Barelli   | "Boum-Badaboum"                       | 14     | 2       |
| 15  | Nam Tư      | Tiếng Slovene     | Lado Leskovar      | "Vse rože sveta"                      | 8      | 7       |
| 16  | Ý           | Tiếng Ý           | Claudio Villa      | "Non andare più lontano"              | 11     | 4       |
| 17  | Ireland     | Tiếng Anh         | Sean Dunphy        | "If I Could Choose"                   | 2      | 22      |